# Tempel von Deir el-Medina

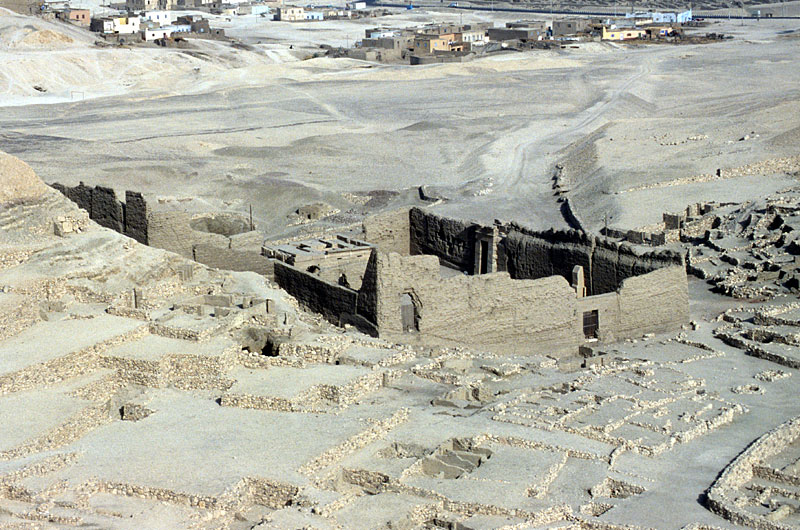
Tempel von Deir el-Medina

Der Tempel von Deir el-Medina ist ein kleines der Göttin Hathor geweihtes Heiligtum aus ptolemäischer Zeit nordwestlich von Luxor in Oberägypten. Das Tempelhaus aus Sandstein ist von einer Umfassungsmauer aus ungebrannten Lehmziegeln umgeben. Sie schließt sich nordöstlich an die ehemalige Siedlung von Deir el-Medina an, in der in altägyptischer Zeit die Arbeiter von Theben-West lebten, die die herrschaftlichen Gräber im Tal der Könige und im Tal der Königinnen errichteten.

## Geschichte
| \| Hathor-Tempel (Deir el-Medina) \| |
| Lage in Ägypten                      |
| Hathor-Tempel (Deir el-Medina)       |

Die Arbeitersiedlung von Deir el-Medina war von etwa 1520 bis 1069 v. Chr. bewohnt. Sie wurde Set Maat genannt, altägyptisch st-maAt (Hr jmnty WAst), was ‚Stätte der Wahrheit (von Theben-West)‘ bedeutet. Als Hauptgottheit der Siedlung fungierte die Totengöttin Hathor, eine Art Schutzpatronin der Nekropolen von Theben-West. Ihr war schon der unter dem Gründer von Set Maat, Pharao Amenophis I., erbaute Tempel am Nordostrand der Bebauung gewidmet. Er stand auf einer Terrasse oberhalb der Nordecke des bis heute erhaltenen, von einer Lehmziegelmauer eingefassten ptolemäischen Tempelbezirks. Vom Tempel Amenophis’ I. und dem ihn später ersetzenden Tempel Sethos’ I. an der nordöstlichen Ziegelwand sind nur noch die Grundmauern vorhanden. Etwa 30 Meter südöstlich des Eingangstores zum ptolemäischen Tempelbezirk befinden sich die Überreste eines kleinen Heiligtums vermutlich aus der Zeit Ramses’ II., das der thebanischen Triade Amun, Mut und Chons geweiht war.

Darstellung des Säulensaals im 19. Jahrhundert von David Roberts

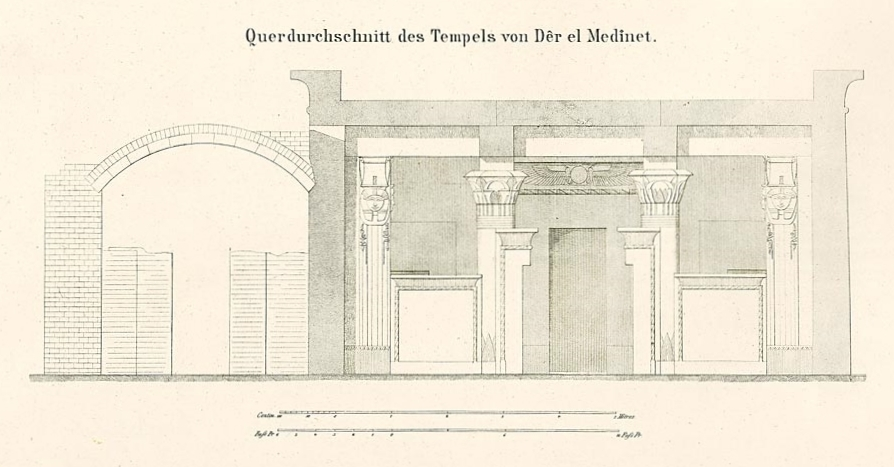
Tempelquerschnitt nach Lepsius

Der heute noch als Ruine sichtbare Hathor-Tempel wurde in der zweiten Hälfte des 3. Jahrhunderts v. Chr. unter Ptolemaios IV. Philopator begonnen und in der ersten Hälfte des 2. Jahrhunderts v. Chr. von Ptolemaios VI. Philometor und Ptolemaios VIII. Euergetes II. vollendet. Zur Zeit der Errichtung bestand die südwestlich angrenzende Arbeitersiedlung schon seit einigen Jahrhunderten nicht mehr. Sie wurde nach der Herrschaft des letzten Pharaos des Neuen Reiches, Ramses XI., aufgegeben. Neben Hathor war der ptolemäische Tempel der Wahrheitsgöttin Maat sowie den vergöttlichten Architekten Amenhotep, Sohn des Hapu, und Imhotep gewidmet. Des Weiteren befanden sich in seinem Inneren Kapellen für Amun-Sokar-Osiris und Amun-Re-Osiris.
Nach der Christianisierung Ägyptens im 3. und 4. Jahrhundert wurde der ptolemäische Hathor-Tempel in ein koptisches Kloster umgewandelt. Von dieser Nutzung leitet sich der arabische Name Deir el-Medina (دير المدينة, DMG Dair al-Madīna) ab, was „Kloster der Stadt“ bedeutet und der auf die gesamte Ausgrabungsstätte der altägyptischen Siedlung übertragen wurde. Seit dem 19. Jahrhundert kam es zu verschiedenen Expeditionen und unabhängigen Ausgrabungen nach und in Deir el-Medina unter Bernardino Drovetti, Henry Salt, Richard Lepsius, Auguste Mariette, Gaston Maspero, Ernesto Schiaparelli und Georg Möller. Im Jahr 1917 erhielt das Institut français d’archéologie orientale die Grabungsgenehmigung und begann 1922 mit den von Bernard Bruyère geleiteten Ausgrabungen. 1939 bis 1940 erfolgten die Grabungen im Bereich des Tempels und seiner Umgebung.

## Tempelanlage

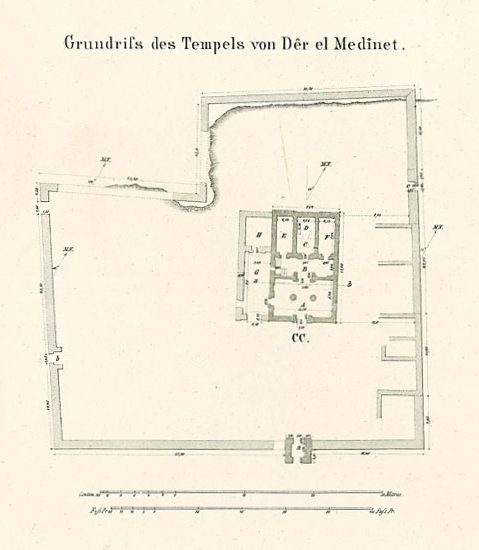
Grundriss nach Lepsius

Die Tempelanlage wurde, der Landschaft angepasst, auf drei nach hinten ansteigenden Terrassen errichtet. Sie wird auf etwa 50 × 50 Meter von der gut erhaltenen Lehmziegelmauer vollständig umschlossen und weist an der Westseite eine flächenmäßige Aussparung auf. Das Haupttor befindet sich gegenüber dem Amun-Heiligtum Ramses’ II. an der Südostseite des Geländes. Daneben gibt es zwei weitere Zugänge durch die Ziegelmauer an der Südwestseite und einen Zugang an der Nordostseite.

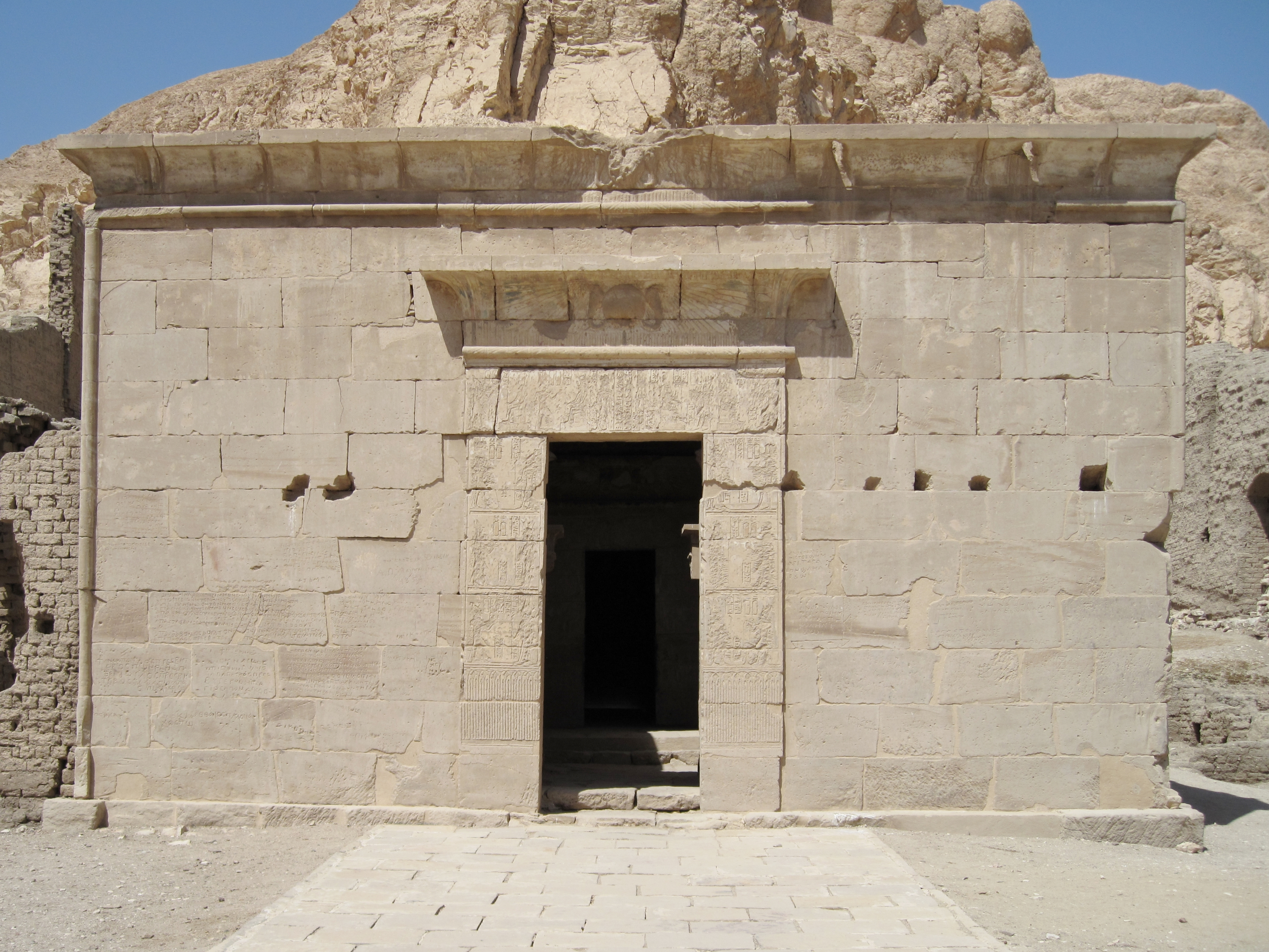
Tempelhaus des Hathor-Tempels

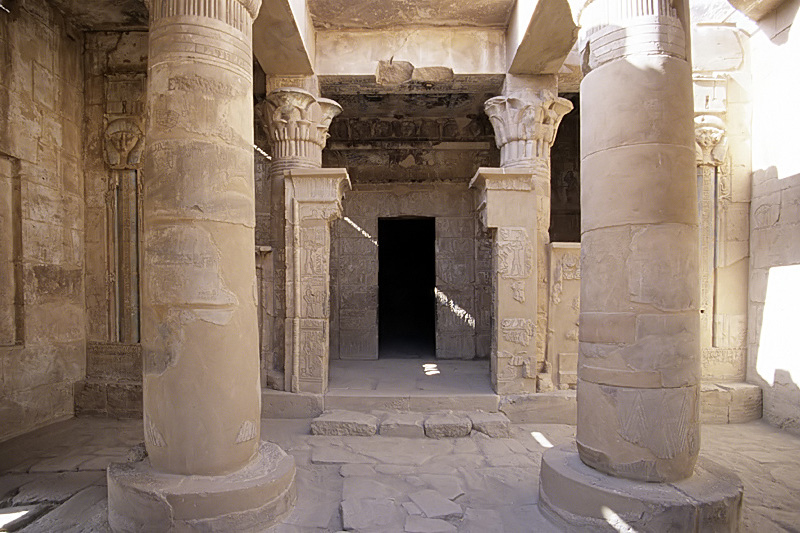
Säulensaal oder Vorhalle

Wichtigstes und besterhaltenes Bauwerk auf dem Gelände innerhalb der Lehmziegelmauer ist das aus Sandstein errichtete Tempelhaus des Hathor-Tempels. Daneben schließt sich südwestlich an das Tempelhaus ein aus Lehmziegeln errichtetes Mammisi an, ein ‚Geburtshaus‘, das bereits stark verfallen ist. Auf dem südwestlichen Tempelgelände befinden sich einige Reste von Votivkapellen, die die Arbeiter der Siedlung von Set Maat angelegt hatten.
An der Rückseite des ptolemäischen Tempelhauses wurde in römischer Zeit ein Gegentempel der Göttin Isis errichtet. Von dem Anbau aus Lehmziegeln sind nur noch die unteren Mauerreste vorhanden. Gut erhalten ist hingegen das Relief im Sandsteinmauerwerk der Rückwand des Iseions, auf dem Augustus als Imperator Caesar den Göttinnen Hathor, Maat, Tjenenet und Rat-taui Opfergaben darbringt.

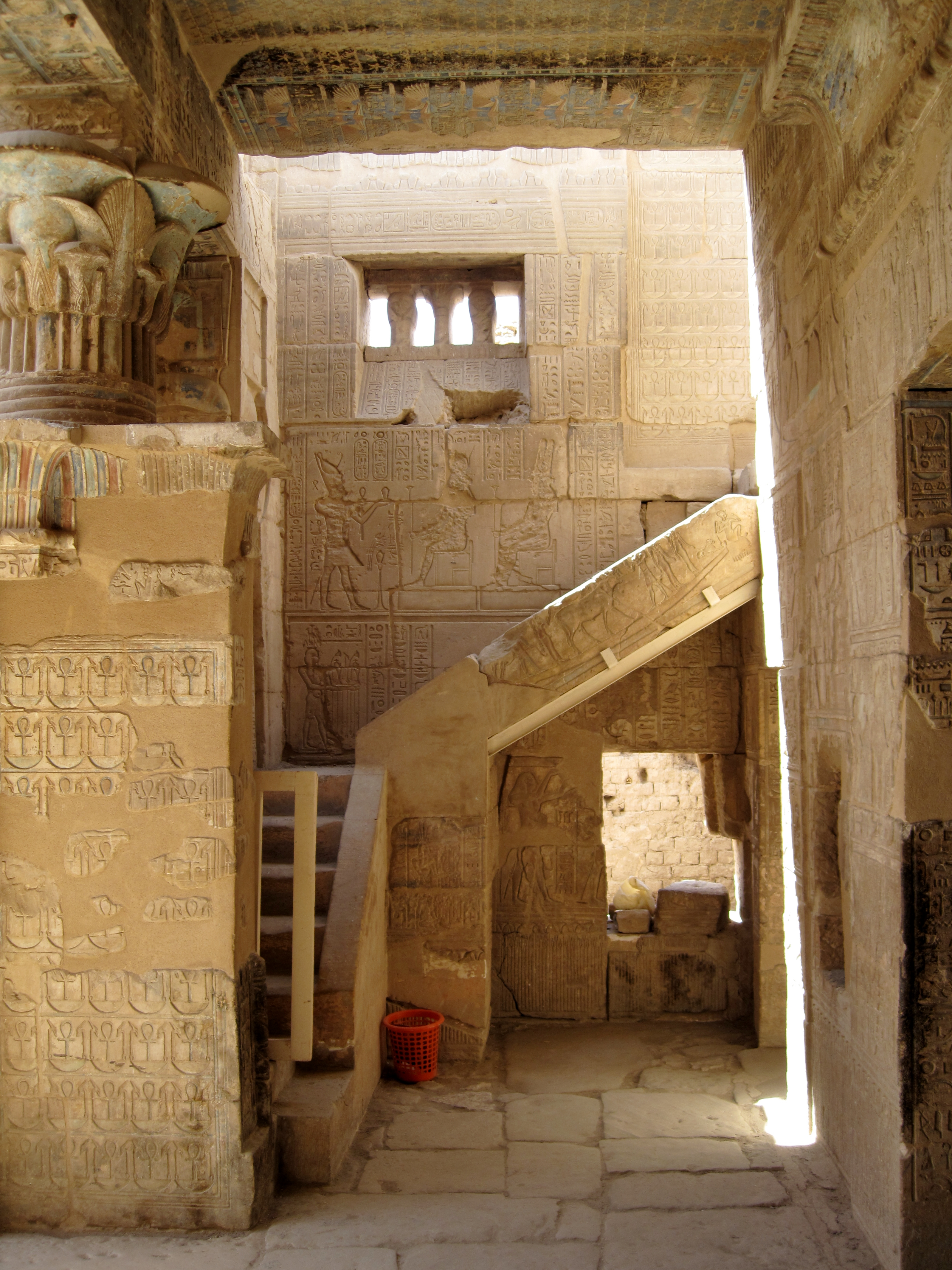
Treppe im Pronaos

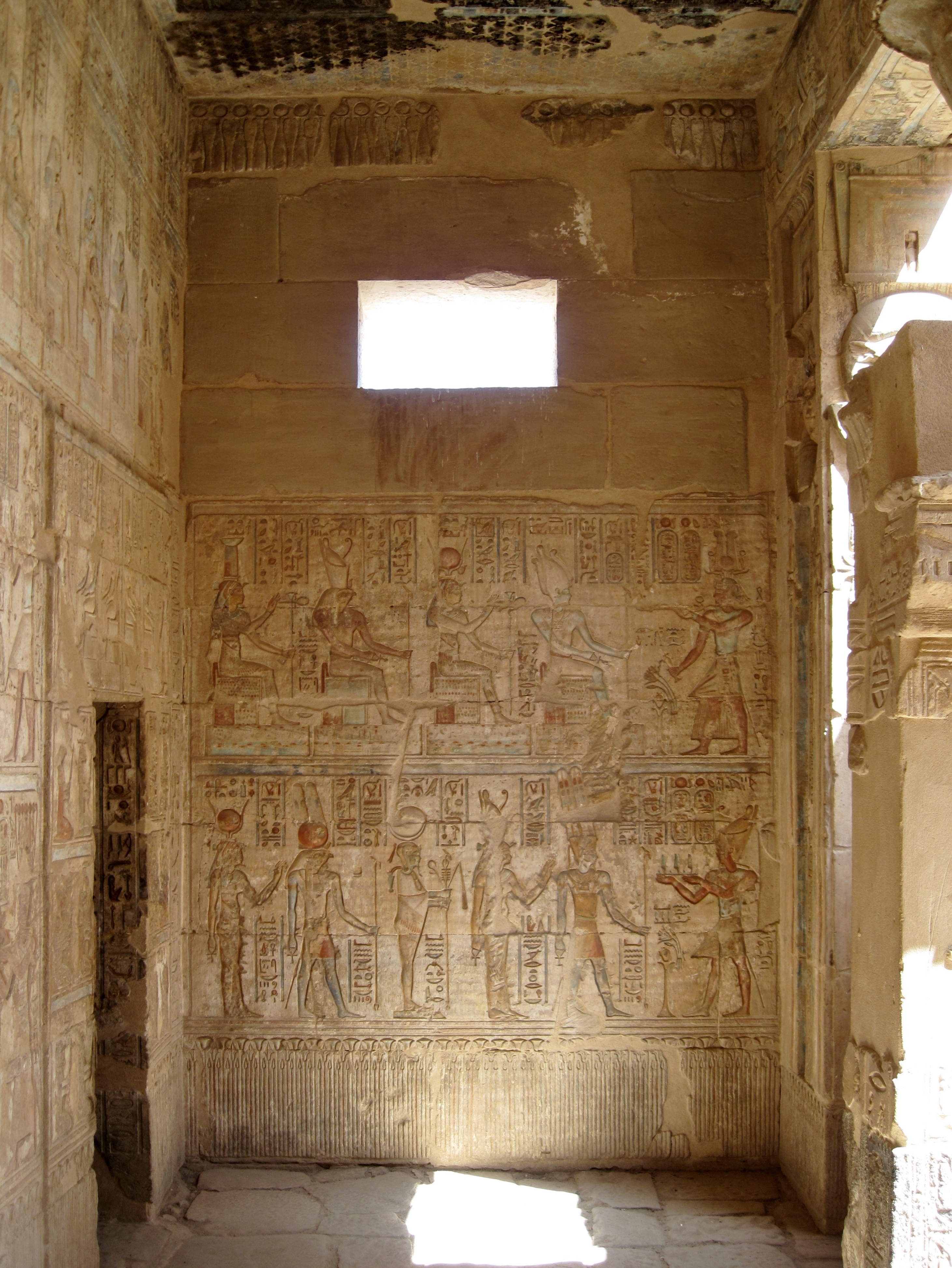
Nordostwand

Das 15 Meter lange und 9 Meter breite Tempelhaus des Hathor-Tempels hat einen einfachen Grundriss. Hinter dem Eingang öffnet sich ein kleiner Säulensaal, eine Vorhalle mit zwei Kompositkapitellsäulen (auch Cyperussäulen genannt). Linksseitig führt ein Durchgang zum ehemaligen Mammisi. Im hinteren Bereich trennen zwei seitliche Schrankenwände zwischen je einer Kompositkapitellsäule und einem Hathorpfeiler den etwas erhöht liegenden Pronaos vom Säulensaal ab. Der schmale Pronaos ist als Opfertischraum gestaltet, von dem an der Südwestseite eine Treppe auf das Tempeldach führt.
Auf den Säulen des Eingangs zum Pronaos sind die beiden vergöttlichten Architekten Amenhotep, Sohn des Hapu, und Imhotep dargestellt. Die Wände des Raumes zeigen Opferhandlungen Ptolemaios’ IV. vor verschiedenen Göttern, im oberen Teil der Rückwand bringt er der Göttin Hathor in Form einer Kuh Opfergaben dar. Ein interessantes Detail stellt die kleine Öffnung in der südwestlichen Wand oberhalb der Treppe zum Dach dar. Die drei Stützen sind wie zwei Hathorpfeiler und eine Kompositkapitellsäule in der Mitte ausgeführt.

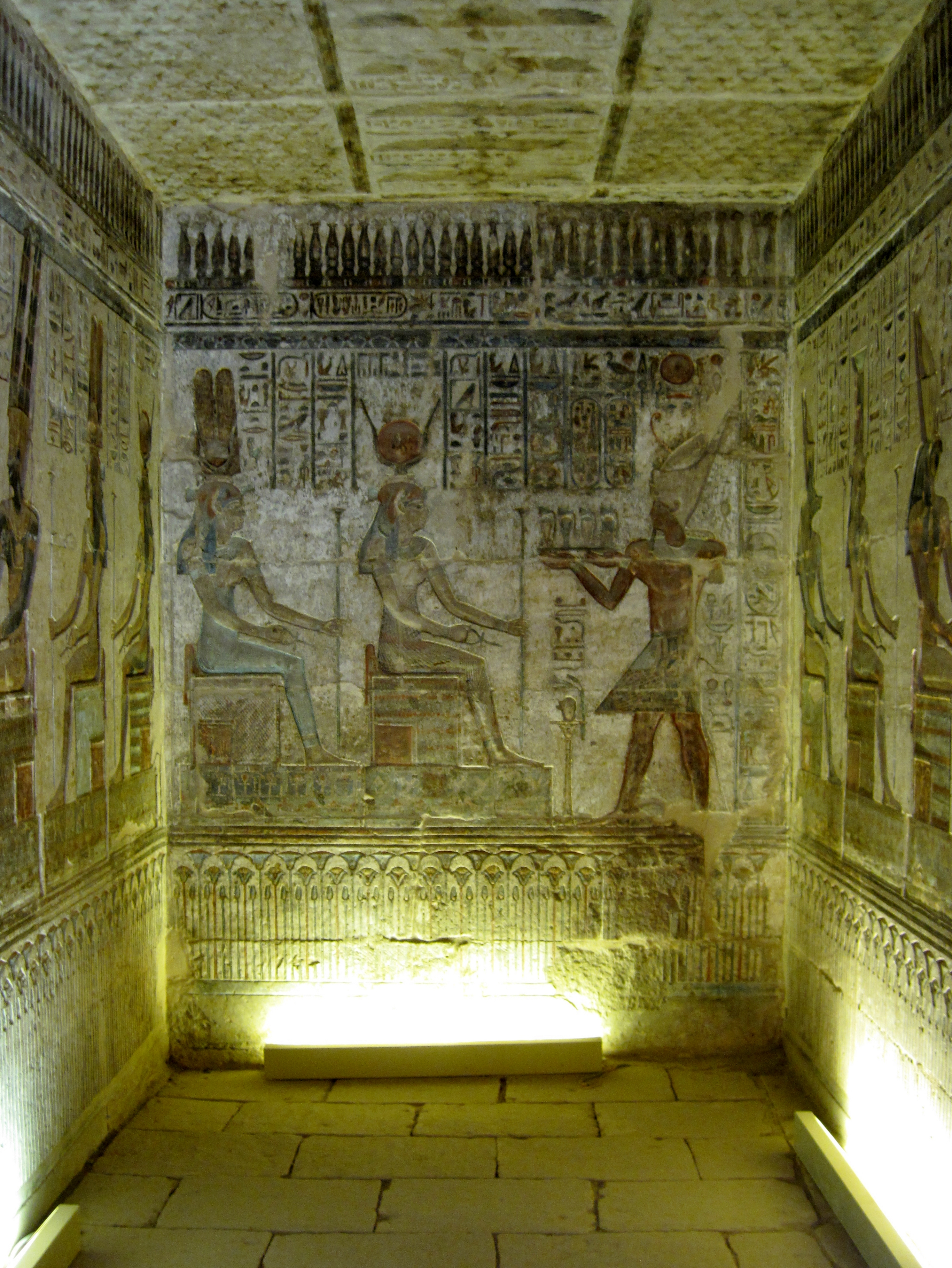
Amun-Re – Osiris

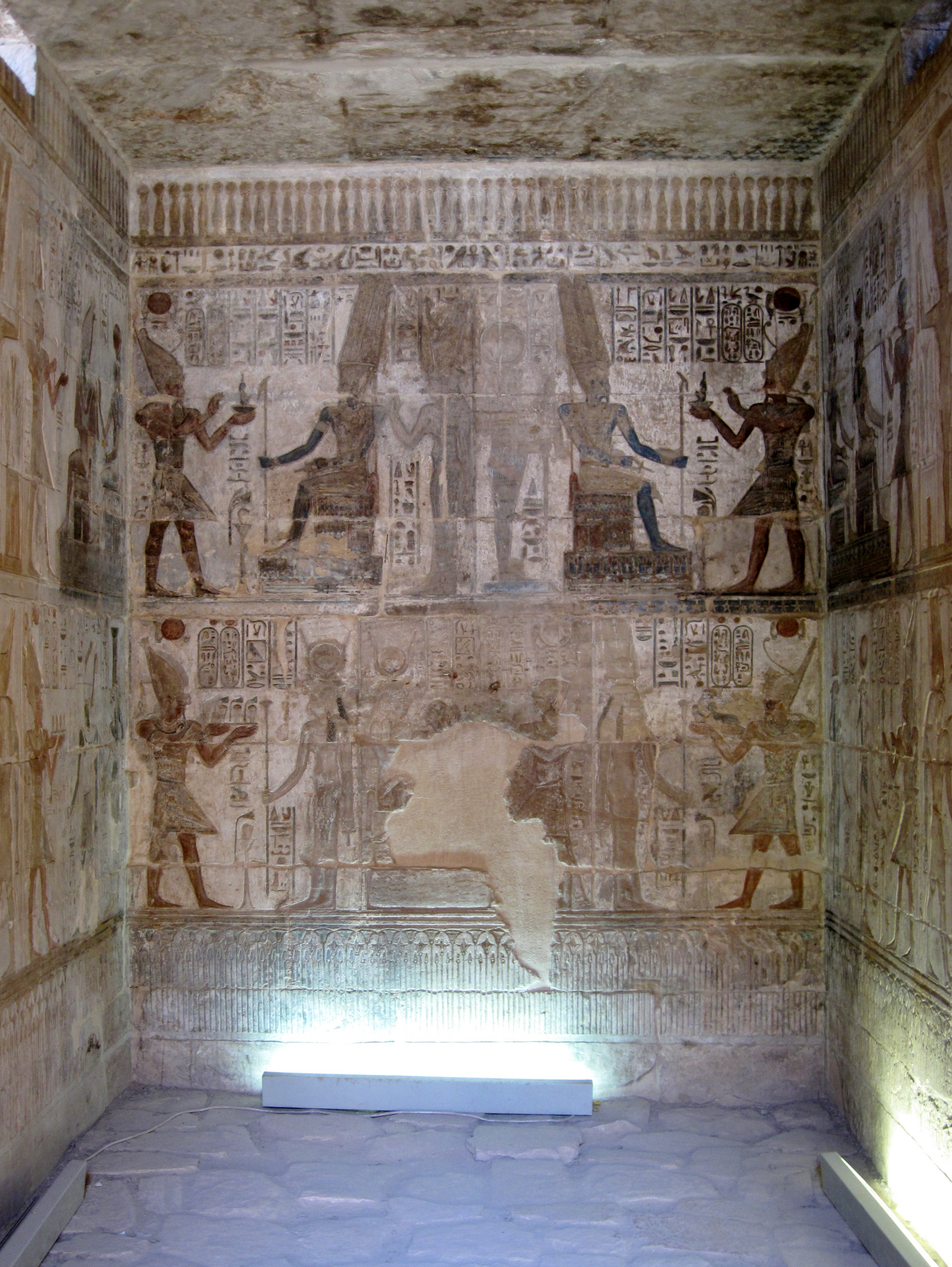
Hathor – Maat

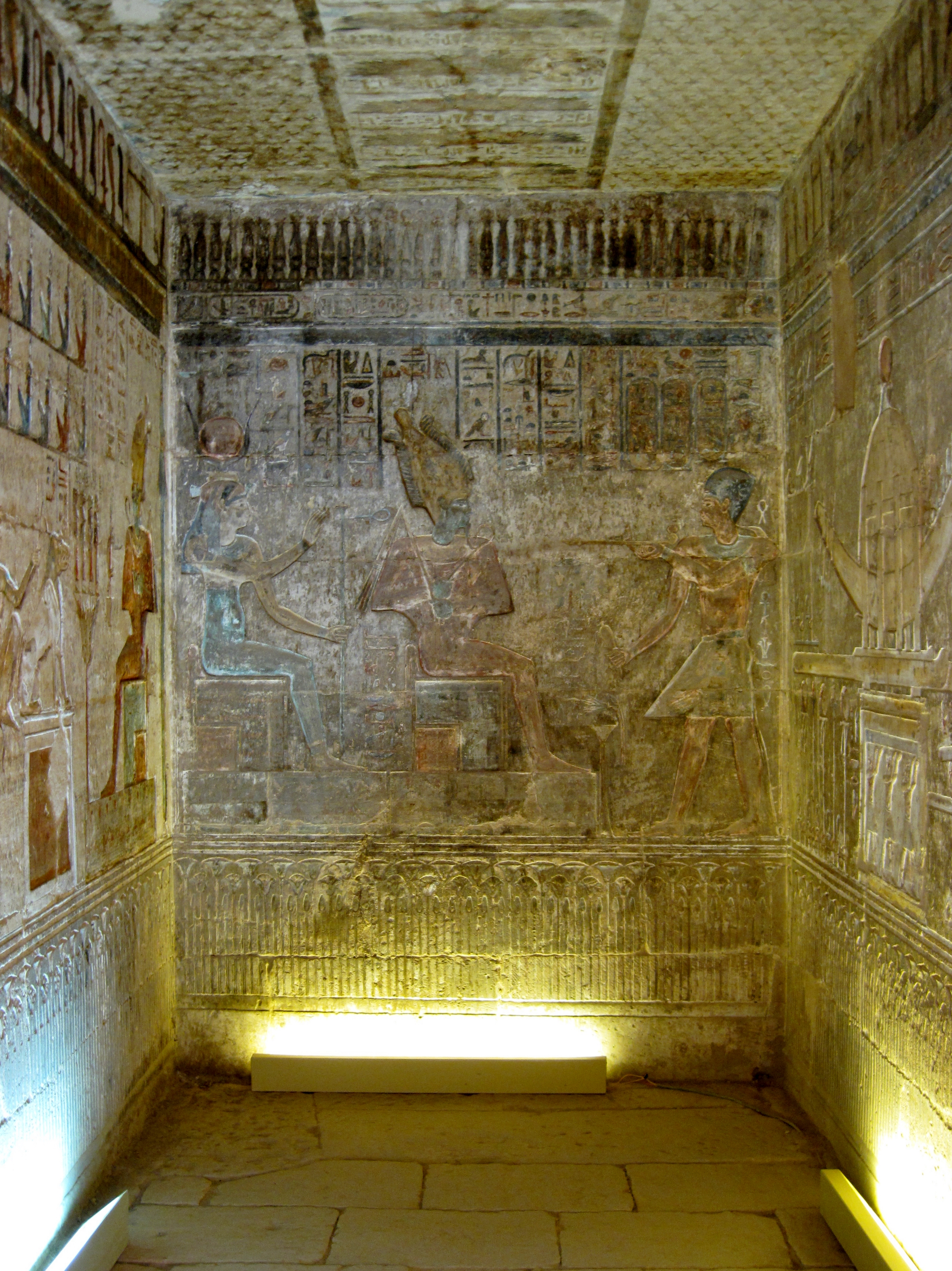
Amun – Sokar-Osiris

Vom Pronaos führen drei Durchgänge zu den drei langen, schmalen Kapellen des Tempels. In der linken, südwestlichen Kapelle wurden Amun und Sokar-Osiris verehrt, wobei Sokar als Erscheinungsform des Osiris gesehen wurde. An der rechten Wand erkennt man die heilige Barke des Sokar-Osiris auf einem Piedestal sowie einige Opferszenen. Die Rückwand zeigt Ptolemaios IV. vor Osiris und Isis.
Ungewöhnlich für einen Tempel ist die Darstellung des altägyptischen Totengerichts an der linken Seite der Kapelle, die sonst nur aus Gräbern bekannt ist. Zwei Wahrheitsgöttinnen (Maat) führen den Verstorbenen in die Gerichtshalle, wo sein Herz von den Göttern Horus und Anubis gegen die Wahrheit in Form einer Feder aufgewogen wird. Über der Szenerie sitzen 42 Richtergottheiten, die die Entscheidung fällen. Der Gott Thot notiert das Ergebnis und übergibt es Osiris, der als 43. Richter den Vorsitz führt. Zwischen Thot und Osiris sitzt Ammit, eine Jenseitsgöttin als Mischwesen aus Krokodil, Löwe und Nilpferd, um das Herz eines Unwürdigen zu verspeisen.
Die mittlere Kapelle ist Hathor und Maat gewidmet. In den Reliefs erscheinen Ptolemaios IV. mit seiner Schwester und Ehefrau Arsinoë III. sowie Ptolemaios VI. und Ptolemaios VII. Von den Herrschern werden den Göttern Soda und Wasser, Kleidung und Salben geopfert. In der rechten, nordöstlichen Kapelle wurden Amun-Re und Osiris verehrt. Die Reliefs zeigen wie in den anderen beiden Kapellen Opferszenen, hier von Ptolemaios IV. und Ptolemaios VII. vor verschiedenen Göttern.